# 올림픽반도

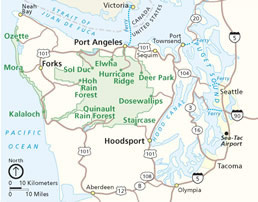
올림픽반도와 올림픽 국립공원 지도

올림픽반도 위성 사진

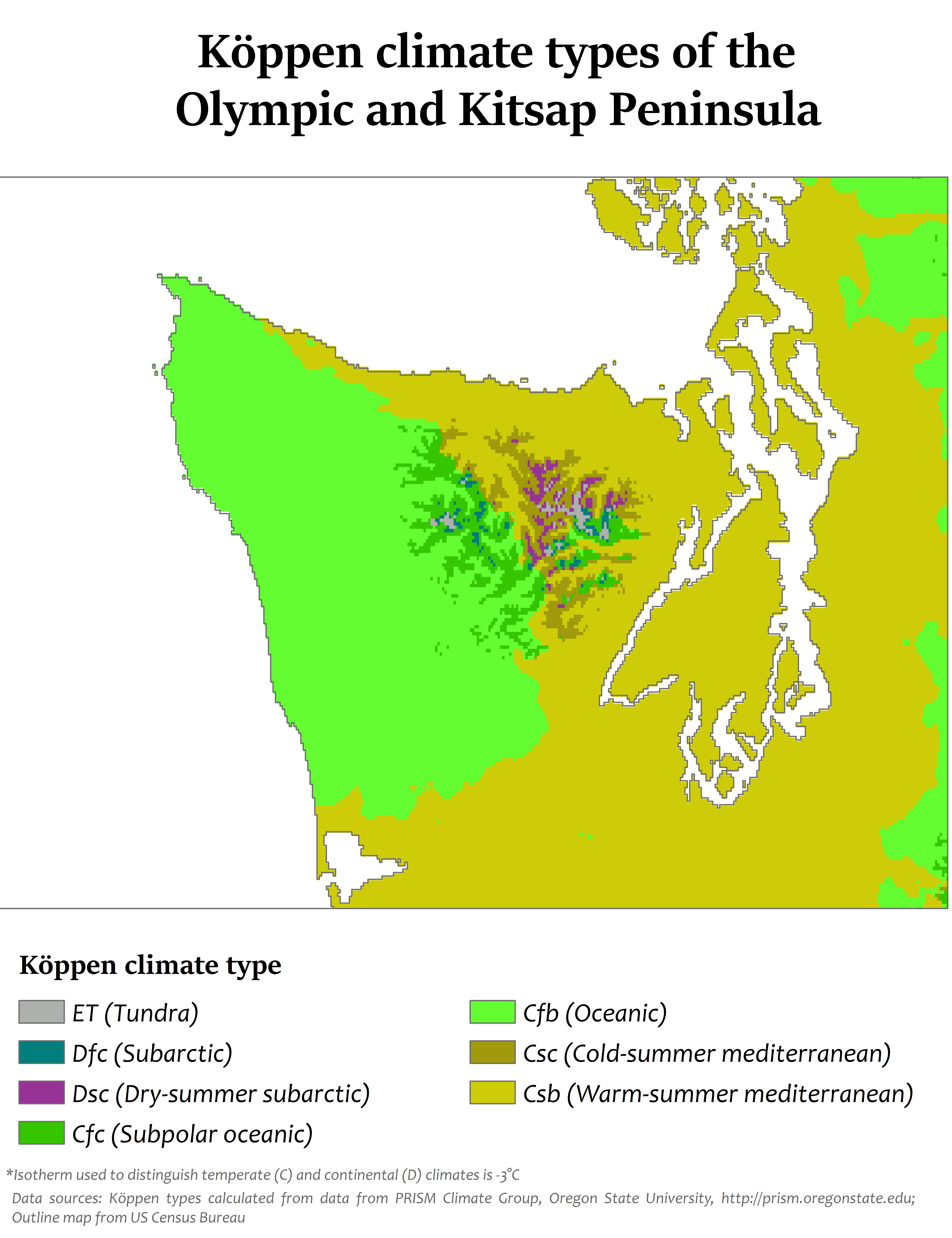
쾨펜의 기후 구분에 따른 올림픽반도

올림픽반도(Olympic Peninsula)는 워싱턴주의 반도로서 동쪽에 퓨젓사운드만, 서쪽에 태평양, 북쪽에 환드퓨카 해협을 접하고 있다. 미국 본토의 최서단 케이프 알라바가 위치하고 있다. 올림픽반도에는 미탐험지가 여전히 많으며 아서 도웰과 시어도어 릭슨이 1898년부터 1900년 지형과 임업자원을 조사하기 전까지 지도에 자세히 드러나지 않았다.
올림픽반도에는 강, 산, 호수가 많다. 인구 1만 명을 넘는 도시로 포트앤젤레스와 애버딘이 있다.